# Satherium piscinarium
Satherium piscinarium — вимерлий вид гігантської видри Північної Америки, який жив у період пліоцену — плейстоцену ~3.7–1.6 млн років тому.
Вважається, що Satherium piscinarium пов'язаний з гігантською видрою (Pteronura brasiliensis) Бразилії та Суринаму. Викопні зразки були знайдені по всій території Сполучених Штатів, від Вашингтона на північному заході до Флориди на південному сході. Айдахо дав найбільшу кількість колекцій S. piscinarium.

## Таксономія
Спочатку Satherium piscinarium був названий Lutra piscinaria Джозефом Лейді в 1873 році. У 1937 році він був рекомбінований як Satherium piscinarium Барбуром і Шульцем. Знову рекомбінація Бьорк у 1973 році, Куртен і Андерсон у 1980 році, й останнім часом Віллемсен у 1992 році.